# Ochthebius saboorii
Ochthebius  es una especie de escarabajo del género Ochthebius, familia Hydraenidae. Fue descrita científicamente por A. Skale & M. A. Jaech en  2009.
Se distribuye por Irán (provincia de Mazandarán). Mide 1,8-2,1 milímetros de longitud y su edeago 0,54 milímetros. Se ha encontrado a altitudes de hasta 1030 metros.